# Duché de Ratibor
1172–1521
Entités précédentes :
- Duché de Silésie

Entités suivantes :
- Couronne de Bohême

Le duché de Ratibor (en allemand : Herzogtum Ratibor, en tchèque : Ratibořské knížectví) fut un duché vassal silésien dont la capitale était Ratibor en Haute-Silésie.
Lors de la partition féodale du royaume de Pologne au Moyen Âge tardif, il est séparé au duché de Silésie vers l'an 1172 et régi par des ducs de Silésie issu de la dynastie Piast jusqu'en 1336. Le duché devient un fief des rois de Bohême en 1327; lorsque, en 1336, la ligne des ducs de Ratibor s'éteignit, leur territoire par le droit de déshérence reviennent à la couronne de Bohême. Ensuite, Ratibor passa aux ducs d'Opava, une branche de la dynastie des Přemyslides régnant jusqu'en 1521. Un fief de Bohême, le
territoire appartenait à la monarchie de Habsbourg à partir de 1526.
Après que l'essentiel de la Silésie eut été conquis par le roi Frédéric II de Prusse, Ratibor fut annexé au royaume de Prusse en 1742. Le titre ducal est porté par la maison de Hohenlohe-Schillingsfürst depuis 1840.

## Historique

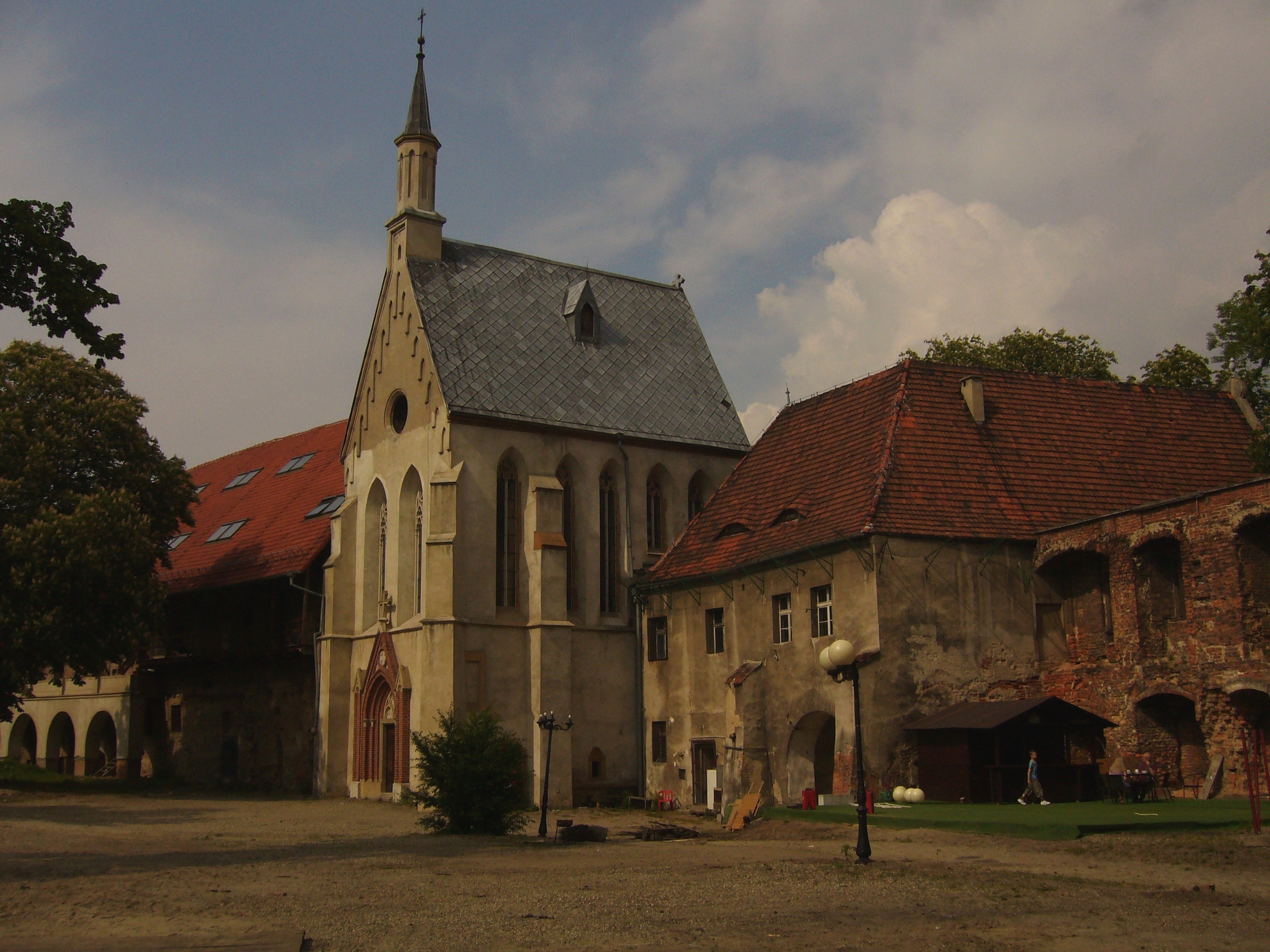
Le château de Ratibor.

Le duché se partage l'histoire de la région de Ratibor mais aussi celle de la Silésie en général. Il s'étend sur les domaines dans le sud-est du duché de Silésie médiéval, établi lors de la partition de la Pologne après la mort de Boleslas III Bouche-Torse en 1138.
En 1163, les fils du duc silésien défunt Ladislas II le Banni, appuyés par l'empereur Frédéric Barberousse, aient récupéré leur héritage. Vers l'an 1172, ils avaient divisé leur territoire, c'est ainsi que la région sud-est autour de Ratibor était attribuée comme domaine propre au fils cadet Mieszko Ier Jambes Mêlées qui devenait le premier « duc de Ratibor ». La plus grande partie de Silésie autour de la résidence de Breslau revint à son frère aîné Boleslas Ier le Long. Le duché était initialement centré autour  des cités de Ratibor, Koźle et Cieszyn.
Décision qui ressemble à une compensation, le petit domaine de Mieszko est agrandi dans un premier temps en 1177 et il reçoit la seigneurie sur les territoires de la Petite-Pologne autour de Bytom, d'Oświęcim, de Zator, de Siewierz (Sievers) et de Pszczyna (Pless) des mains de son oncle, le « duc senior » Casimir II le Juste. Par ailleurs, Mieszko occupe en 1202, peu après la mort de son neveu Iaroslav et le décès de son frère Boleslas, le duché voisin d'Opole, formant une entité unique en Haute-Silésie, le duché-uni d'Opole et de Ratibor.

Les duchés silésiens après 1290, le duché de Ratibor recréé en rose.

Après la mort du petit-fils de Mieszko le duc Ladislas en 1281, ses fils séparent de nouveau le duché d'Opole et en 1290 le duché de Ratibor est recréé pour le plus jeune fils de Ladislas, Przemysław. Ratibor à cette époque comprend les territoires de Wodzisław, Żory, Rybnik, Mikołów et Pszczyna, alors que les autres fiefs permettent de constituer les duchés de Cieszyn et de Bytom en faveur des frères de Przemyslaw ; Mieszko et Casimir. En 1285, Tomasz II Zaremba, l’évêque de Wrocław en conflit avec le duc Henri IV de Silésie se réfugia à Ratibor, où il instaura une collégiale dédiée à saint Thomas de Canterbery.
En 1327 le fils de Przemysław, le duc Lech de Racibórz rend l'hommage lige au roi Jean Ier de Bohême de la maison de Luxembourg; peu tard, en 1335, le roi Casimir III de Pologne renonçait explicitement au duchés silésiens. De ce fait son duché devient un fief de la « couronne de Bohême ». Après la mort de Leszek sans héritier en 1336, le roi Jean se saisit du duché et le donne au duc de la famille des Přemyslides, le duc Nicolas II d'Opava (Troppau), formant ainsi le duché uni d'Opava et de Ratibor.
Le duché subit plusieurs modifications territoriales jusqu'en 1521 lorsqu'il est pour une durée limitée de nouveau uni avec celui d'Opole sous le duc Jean II d'Opole de la dynastie Piast. Néanmoins, après la mort de Jean II en 1532 le duché d'Opole et de Ratibor revient aux Habsbourgs, rois de Bohême depuis 1526. Le fief est gagé  au margrave Georges de Brandebourg-Ansbach de la maison des Hohenzollern, puis brièvement à la dynastie polonaise des Vasa de 1645 à 1666. Finalement, il est annexé et incorporé dans le royaume de Prusse en 1742 après le traité de Breslau.
Le titre de « Duc de Ratibor » est acquis par le landgrave Victor-Amédée de Hesse-Rheinfels-Rotenburg en 1821. le roi  Frederic-Guillaume IV de Prusse en 1840 l'accorde au neveu du  Landgrave le  Prince Victor Ier de Hohenlohe-Ratibor, en compensation de sa renonciation à l'héritage de Hohenlohe en faveur de son jeune frère  Chlodwig de Hohenlohe-Schillingsfürst.

## Articles liés
- Přemyslides
- Liste des ducs de Silésie

## Source
- (en) Cet article est partiellement ou en totalité issu de l’article de Wikipédia en anglais intitulé « Duchy of Racibórz » (voir la liste des auteurs), édition du 22 juin 2014.